# Campionato mondiale giovanile di scherma 2009
Il Campionato mondiale juniores di scherma del 2009 ("2009 World Juniors Fencing Championships") è stato organizzato dalla Federazione internazionale della scherma e si è svolto a Belfast in Irlanda del Nord dal 3 al 6 aprile.
Nel fioretto, si sono aggiudicati i titoli del campionato mondiale l'italiano Tommaso Lari, che ha battuto in finale il britannico Edward Jefferies, e la russa Ekaterina Kazhikina che ha avuto la meglio sull'italiana Alice Volpi.
Nella spada il russo Anton Adamov ha battuto in finale l'ucraino Anatolii Herey, ottenendo il titolo mondiale juniores maschile, mentre tra le donne la cinese Yujie Sun ha superato la polacca Ewa Trzebinska.
Nella sciabola il tedesco Max Hartung prevale sul il magiaro Aron Szilagyi, mentre l'ucraina Olga Kharlan ha battuto l'italiana Irene Vecchi.
Nel campionato mondiale juniores a squadre maschili, la nazionale italiana ha prevalso nella finale del fioretto contro gli Stati Uniti d'America, mentre la nazionale italiana ha vinto nella spada contro la formazione ucraina, ed infine la nazionale magiara ha avuto la meglio sulla compagine coreana nella sciabola.
Nel campionato mondiale juniores a squadre femminili, la nazionale statunitense ha prevalso nella finale del fioretto contro l'Italia, la Russia ha vinto nella spada contro la compagine polacca, ed infine la formazione ucraina ha avuto la meglio sulla nazionale italiana nella sciabola.

## Podi

### Uomini
| Specialità  | Oro                                                                    | Argento                                                                          | Bronzo                                                                     |
| Individuali |                                                                        |                                                                                  |                                                                            |
| Fioretto    | Tommaso Lari                                                           | Edward Jefferies                                                                 | Alessio Foconi Gerek Meinhardt                                             |
| Spada       | Anton Adamov                                                           | Anatolii Herey                                                                   | Anton Glebko Virgile Marchal                                               |
| Sciabola    | Max Hartung                                                            | Aron Szilagyi                                                                    | Daryl Homer Boris Savich                                                   |
| A squadre   |                                                                        |                                                                                  |                                                                            |
| Fioretto    | Italia Giorgio Avola Alessio Foconi Tommaso Lari Alessandro Paroli     | Stati Uniti Miles Chamley-Watson Alexander Massialas Gerek Meinhardt Zain Shaito | Russia Timur Arslanov Oleg Drobyshev Dmitry Komissarov Dmitry Zherebchenko |
| Spada       | Italia Andrea Cipriani Luca Ferraris Enrico Garozzo Riccardo Schiavina | Ucraina Denys Boreyko Anatolii Herey Ievgen Makiienko Yaroslav Ponomarenko       | Ungheria Daniel Budai Matyas File Levente Tamas Gyorgyi Mark Hanczvikkel   |
| Sciabola    | Ungheria Csaba Gall Nicolas Iliasz Sebestyen Puy Aron Szilagyi         | Corea del Sud Dong Ho Choi Bongil Gu Young Jun Park Jeong Woo Song               | Germania Max Hartung Marlon Hirzmann Sebastian Schrödter Benedikt Wagner   |

### Donne
| Specialità  | Oro                                                                     | Argento                                                                          | Bronzo                                                                                 |
| Individuali |                                                                         |                                                                                  |                                                                                        |
| Fioretto    | Ekaterina Kazhikina                                                     | Alice Volpi                                                                      | Martina Batini Fanni Kreiss                                                            |
| Spada       | Yujie Sun                                                               | Ewa Trzebinska                                                                   | Dominika Mosler-Plura Anfisa Pochkalova                                                |
| Sciabola    | Olga Kharlan                                                            | Irene Vecchi                                                                     | Araceli Navarro Reka Peto                                                              |
| A squadre   |                                                                         |                                                                                  |                                                                                        |
| Fioretto    | Stati Uniti Ephiphany Georges Lee Kiefer Nzingha Prescod Nicole Ross    | Italia Martina Batini Olga Rachele Calissi Valentina De Costanzo Alice Volpi     | Russia Anastasia Ivanova Ekaterina Kazhikina Anastasia Melentieva Kristina Novalin'Ska |
| Spada       | Russia Violetta Kolobova Darya Pozharova Eugeniya Seregina Yana Zvereva | Polonia Katarzyna Dabrowa Dominika Mosler-Plura Martyna Szymanska Ewa Trzebinska | Stati Uniti Francesca Bassa Courtney Hurley Hannah Safford Susannah Scanlan            |
| Sciabola    | Ucraina Olga Kharlan Alina Komashchuk Olena Voronina Olga Zhovnir       | Italia Rossella Gregorio Caterina Navarria Lucrezia Sinigaglia Irene Vecchi      | Russia Yuliya Gavrilova Olga A. Hramova Anna Illarionova Viktoriya Kovaleva            |

## Medagliere
| Pos.   | Nazione       | Oro | Argento | Bronzo | Totale |
| ------ | ------------- | --- | ------- | ------ | ------ |
| 1      | Italia        | 3   | 4       | 2      | 9      |
| 2      | Russia        | 3   | 0       | 5      | 8      |
| 3      | Ucraina       | 2   | 2       | 1      | 5      |
| 4      | Ungheria      | 1   | 1       | 3      | 5      |
| 4      | Stati Uniti   | 1   | 1       | 3      | 5      |
| 6      | Germania      | 1   | 0       | 1      | 2      |
| 7      | Cina          | 1   | 0       | 0      | 1      |
| 8      | Polonia       | 0   | 2       | 1      | 3      |
| 9      | Regno Unito   | 0   | 1       | 0      | 1      |
| 9      | Corea del Sud | 0   | 1       | 0      | 1      |
| 11     | Spagna        | 0   | 0       | 1      | 1      |
| 11     | Francia       | 0   | 0       | 1      | 1      |
| Totale | Totale        | 12  | 12      | 18     | 42     |